# Travelcard Zone 6
Travelcard Zone 6 és la sisena zona concèntrica del sistema zonal de Transport for London per calcular les tarifes intermodals dels bitllets al transport del Gran Londres. En aquest sistema, el Gran Londres està dividit en sis zones per determinar el preu de Travelcard.

## Tarifes
|                                            | Zone 1 | Zone 2 | Zone 3 | Zone 4 | Zone 5 | Zone 6 | Zone 7 | Zone 8 | Zone 9 |
| ------------------------------------------ | ------ | ------ | ------ | ------ | ------ | ------ | ------ | ------ | ------ |
| Travelcard paper o Oyster                  | £4     | £3     | £4     | £3     | £3     | £3     | £3     | £3     | £3     |
| Oyster Dilluns a divendres: 7am-7pm        | £3.50  | £1.80  | £2.50  | £1     | £1     | £1     | £1.50  | £2     | £2     |
| Oyster Dilluns a divendres: resta de temps | £2     | £2     | £1     | £1     | £1     | £1     | £1     | £1     | £1     |